# オーギュスタ・オルメス

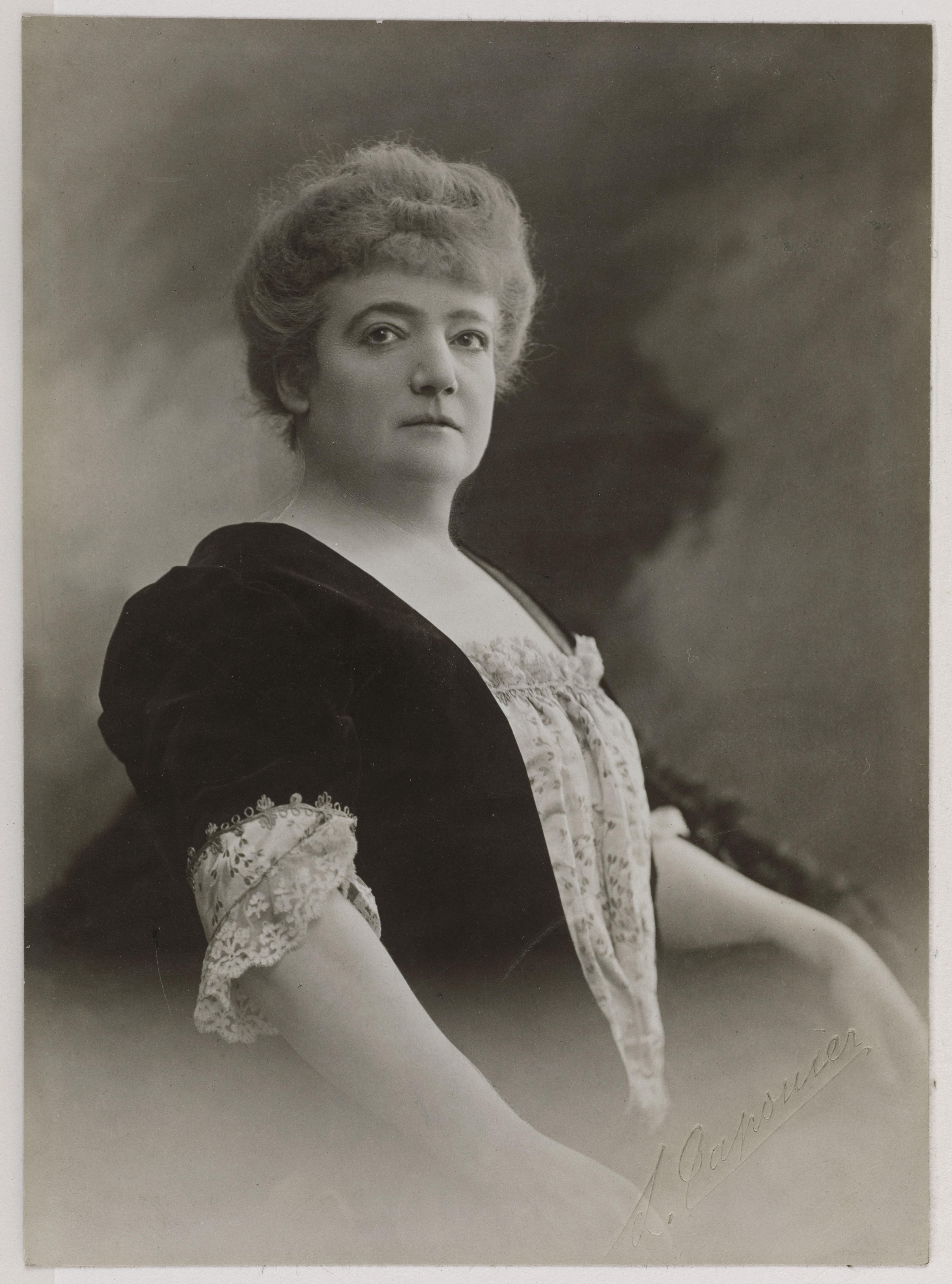
1880年代のオギュスタ・オルメス

オーギュスタ・オルメス（オギュスタ・オルメス、Augusta Mary Anne Holmès, 1847年12月18日 - 1903年1月28日）はアイルランド系のフランスの女性作曲家。熱烈なワグネリアンだったことや、女性が職業芸術家になることがはしたないとされた当時の風潮から、当初はヘルマン・ゼンタという偽名で作品を発表した。主に舞台音楽や声楽曲の作曲家であり、自作の歌曲やオラトリオ、合唱交響曲やオペラに、ワーグナーよろしく手ずから台本を執筆した。現在では忘れられた作曲家の一人であるが、ドビュッシーは音楽評論においてオルメスの訃報をとりあげ、その作品を「健康な音楽である」と評している。またエセル・スマイスは、最晩年のオルメスに表敬訪問を行なっている。

## 生涯
パリでアイルランド人を両親として1847年に生まれた。父のダルキース・ホームズは1820年にパリに定住した。ただし名付け親で詩人のアルフレッド・ド・ヴィニーが真の父親だとする噂がたった。
幼少時をヴェルサイユで過ごし、早期から音楽・詩・絵画に才能を示した。しかし母親が音楽学習に強く反対したため、絶望して自殺を試みたとする噂がある。1857年に母親が没した後、父親は音楽の学習を勧めた。
当時はパリ音楽院に女性の入学が許可されていなかったため、個人教授についてピアノやオルガン、音楽理論を学んだ。フランツ・リストに作品を見せて激励される。1876年からセザール・フランクに作曲を師事する。
1871年にフランスに帰化し、姓にアクセント記号をつけてHolmès（オルメス）とした。
1882年に交響詩『アイルランド』、1883年に交響詩『ポーランド』を発表し、作曲家としての名声が定まった。この2つの作品はいずれも虐げられた民族が苦しみから勝利へと向かう民族主義的な作品だった。オルメスは1889年のパリ万国博覧会のための音楽の作曲を依頼され、彼女の『フランス革命百周年をたたえる勝利のオード』は1889年9月11日に産業宮で初演された。

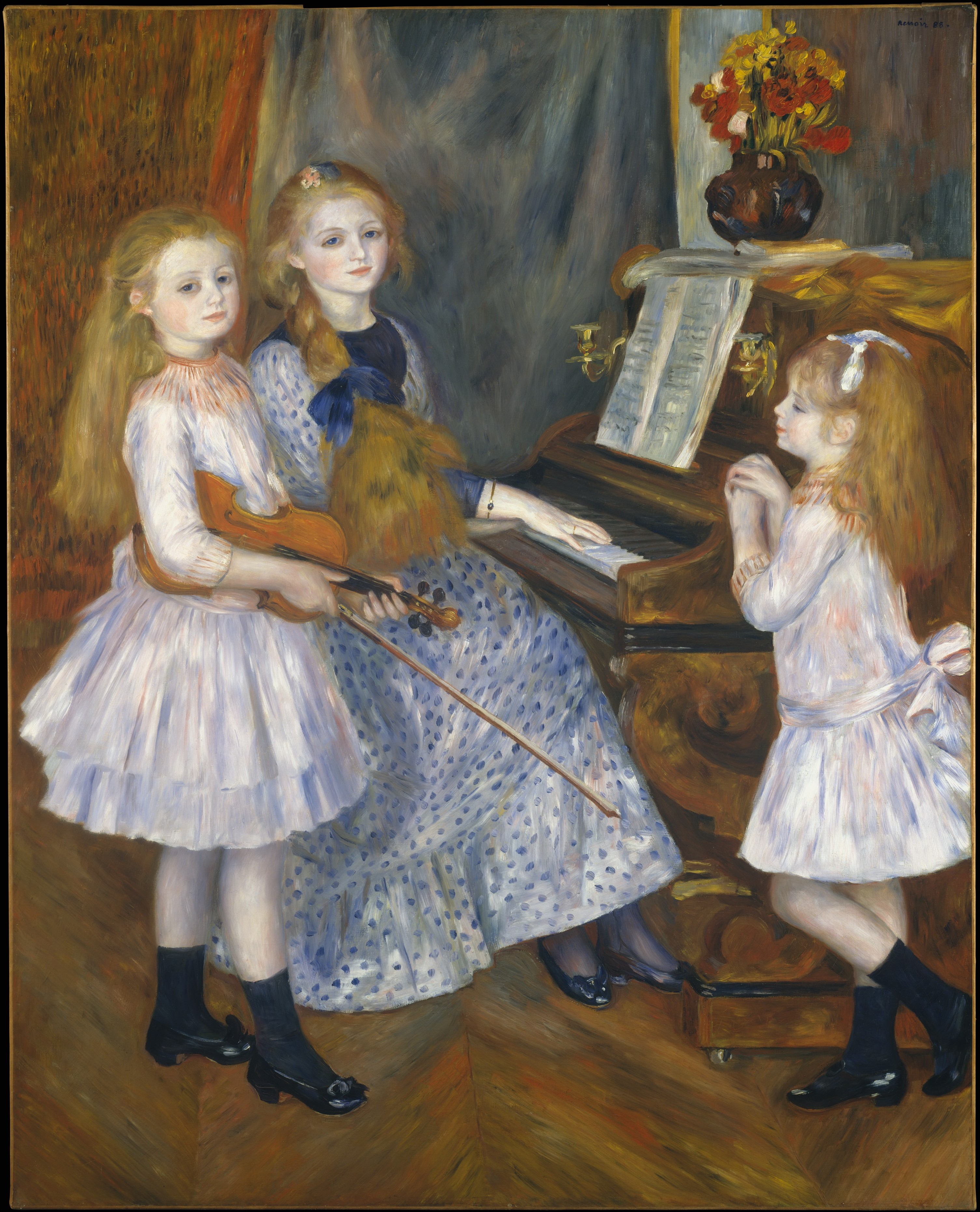
ルノアール「ピアノの前のマンデスの娘たち」1888年（みなオルメスの生んだ子供である）

オルメスは結婚しなかったが、既婚の詩人カテュール・マンデスと20年近くにわたって同棲し、5人の子供をもうけた。オルメスとマンデスはともに熱烈なワグネリアンであり、オルメスがマンデスともうけた娘たちは、同じくワグネリアンのルノアールのモデルをつとめた。
1885年にはマンデスと別れ、子どもたちはマンデスのもとに引き取られた。
オルメスはアイルランドのジョージ・ムーアやモード・ゴンと友人関係を持ち、ゴンの助けによって1897年に交響詩『アイルランド』の改訂版がダブリンで演奏された。
1895年にオペラ『黒い山』（モンテネグロを舞台とする東洋趣味の悲劇）がオペラ座によって上演された。この作品は公開上演されたオルメス唯一のオペラだったが、失敗に終わり、13回の公演の後に中止された。
1902年、オルメスはカトリックに改宗した。1903年1月28日にパリで没した。はじめパリのサン＝ルイ墓地に埋葬されたが、後にヴェルサイユに改葬され、ゴンによって記念碑が立てられた。
オルメスは大量の楽譜のコレクションをパリ音楽院に遺贈した。彼女自身の遺稿は娘によってフランス国立図書館に寄贈された。

### サン・サーンスおよびフランクとの関係
カミーユ・サン＝サーンスは、音楽雑誌『和声と旋律』（Harmonie et Mélodie）において、次のように論じている。「女は子供と同じで、障害物をものともせず、女の意志力はあらゆる障壁をぶち破る。マドモワゼル・オルメスは女性である。それも過激な。」
オルメスと有名な男性作曲家たちとの関係については、しばしば興味本位に取り上げられてきた。例えば、サン＝サーンスはオルメスの妖艶な女性美に魅入られ、たびたび結婚を申し入れた、あるいは交響詩《オンファールの糸車》は彼女をモデルとして作曲された、といった逸話が残されている。サン＝サーンスが初演したフランクの《ピアノ五重奏曲 ヘ短調》は、フランクのオルメスに対する激情が隠されていると言われており、またフランクの遺作となったオルガンのための《3つのコラール》のうち第2番は、オルメスに献呈されている。だからといってフランクとオルメスが師弟以上の感情で結ばれていたという確証があるわけではない。

## 主な作品
オルメスは12の交響詩、4つの歌劇、100を越える歌曲を作曲した。クリスマス・キャロル「三人の天使」(Trois anges sont venus ce soir, 1884)など、いくつかの歌曲を除いてほとんど忘れ去られた。
- 劇的交響曲『狂えるオルランド』Roland furieux (1877)
- 劇的交響曲『リュテス』 Lutèce (1878)
- 交響詩『アルゴノート』 Les Argonautes (1880)
- 交響詩『アイルランド』Irlande (1882)
- 交響詩『ポーランド』 Pologne (1883)
- 交響詩『アンドロメダ』 Andromède (1883)
- 『フランス革命百周年をたたえる勝利のオード』 Ode triomphale en l'honneur du centenaire de 1789 (1889)
- 歌劇『黒い山』 La Montagne noire (1884作曲、1895初演)

『勝利のオード』は演奏者と合唱を含めて、1200人を要する文字通りの大作であった。2つの交響詩《アイルランド》や《ポーランド》は、政治的な意図のある標題音楽であるが、フランス新古典主義音楽が隆盛を極める時期まで、フランスのオーケストラにたびたび取り上げられた。

## 評伝
- 『女性作曲家列伝』（平凡社、1999年03月、ISBN 4-582-84189-9）
- 青柳いづみこ「オギュスタ・オルメスとジュディット・ゴーティエ」（’響きあう芸術　パリのサロンの物語’ 8）岩波書店『図書』873号（2021年9月）40-45頁